# Cicle de Krebs
El cicle de Krebs (també anomenat cicle de l'àcid cítric o cicle dels àcids tricarboxílics) és una ruta metabòlica, és a dir, una successió de reaccions químiques que formen part de la respiració cel·lular en totes les cèl·lules en les quals l'acceptor final sigui una molècula inorgànica, el sofre o l'oxigen. En els organismes aeròbics, el cicle de Krebs és part de la via catabòlica que realitza l'oxidació dels hidrats de carboni, àcids grassos i aminoàcids fins a produir CO₂, alliberant energia en forma utilitzable (poder reductor i GTP). Algunes cèl·lules obtenen energia (ATP) a partir de la fermentació, degradant glucosa en absència d'oxigen. Per la majoria de cèl·lules eucariotes i un gran nombre de bacteris que viuen en condicions aeròbiques i oxiden els seus combustibles orgànics a diòxid de carboni i aigua, la glicòlisi no és sinó la primera etapa de l'oxidació completa de la glucosa. El piruvat format en la glicòlisi, en lloc de ser reduït a lactat, etanol o algun altre tipus de producte de fermentació, sofreix una oxidació major fins a arribar a CO₂ i H₂O.
El nombre d'aquesta via metabòlica deriva de l'àcid cítric (un tipus d'àcid tricarboxílic) que es consumeix i després es regenera per aquesta seqüència de reaccions per completar el cicle, o també conegut com a cicle de Krebs, ja que va ser descoberta per l'alemany Hans Adolf Krebs, qui va aconseguir el Premi Nobel de Medicina el 1953, juntament amb Fritz Lipmann.
Molts dels components i reaccions del cicle de l'àcid cítric van ser establerts en la dècada de 1930 per la investigació del premi Nobel Albert Szent-Györgyi, per la que va rebre el Premi Nobel l'any 1937, específicament pels seus descobriments relacionats amb l'àcid fumàric, un component clau d'aquesta ruta metabòlica.

## El cicle de Krebs, l'element central del metabolisme
La degradació glucolítica fins al piruvat només pot mobilitzar una petita part de l'energia emmagatzemada a la glucosa. És la connexió amb el cicle del citrat la que assegura una ulterior utilització. El pont des de la glicòlisi fins al cicle de Krebs el constitueix una reacció en condicions anaeròbiques que converteix el piruvat mitjançant una descarboxilació en acetil-CoA. Aquest s'incorpora llavors al cicle de Krebs i es degrada completament a CO₂. Amb això es generen "equivalents de reducció" en forma de NADH I FADH₂ (o també anomenats transportadors d'electrons), que s'utilitzen en les reaccions posteriors de la fosforilació oxidativa per produir grans quantitats d'ATP. També la degradació de greixos i aminoàcids va a parar al cicle de Krebs principalment a través d'acetil-CoA.
D'altra banda, el cicle de Krebs genera també components per a la biosíntesi. Les funcions integradores del cicle de Krebs fan que aquest sigui un element central del metabolisme, que compren importants passos de degradació i anabòlics, i està completament regulat en coordinació amb altres rutes. El cicle té lloc a la matriu mitocondrial i està separat espacialment de la glicòlisi, localitzada al citosol. Ens trobem davant d'una compartimentalització de rutes metabòliques consecutives.

## La descarboxilació oxidativa de piruvat allibera acetil-CoA

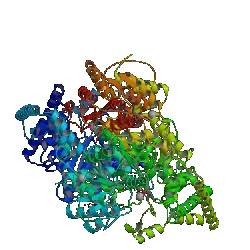
piruvat deshidrogenasa

A continuació tractarem primer el "pont" entre la glicòlisi i el cicle de Krebs: el piruvat produït citosòlicament és transportat a la matriu per simport amb H+ a través de la membrana interna dels mitocondris. Allà amb un complex enzimàtic multifuncional, el complex del piruvat deshidrogenasa (PDH), es catalitza la descarboxilació oxidativa del piruvat a acetil-CoA, on es forma CO₂ i NADH. Aquest complex enzimàtic és un dels més grans coneguts (7800 kd) i consta de 22 molècules de piruvat deshidrogenasa (E1), 60 unitats de dihidrolipoil transacetilasa (E2) i 6 molècules de dihidrolipoil deshidrogenasa (E3). També hi participen cinc coenzims diferents: pirofosfat de tiamina (TPP), coenzim A, lipoamida, FAD i NAD+.
Al principi de la complexa seqüència de reaccions, el piruvat s'uneix al carbanió reactiu del grup prostètic del piruvat deshidrogenasa, el pirofosfat de tiamina; que produeix l'alliberació del CO₂ i s'origina un derivat hidroxietil. El grup hidroxiacetil s'oxida a grup acetil i es transfereix llavors formant un grup tioèster a un primer resta de lipoamida. Aquest grup prostètic de la transacetilasa és un enllaç disulfur cíclic que al llarg de la reacció es redueix a dihidropoamida. La transacetilasa transfereix, en primer lloc, el grup acetil a un segon resta de lipoamida i després al coenzim A i s'allibera acetil-CoA. La dihidrolipoil deshidrogenasa regenera el grup lipoamida amb el seu grup prostètic FAD. El FADH2 així format redueix el cosubstrat NAD+ a NADH. Finalment, el complex multienzimàtic ja ha arribat al seu estat inicial.

## El cicle de Krebs és una seqüència tancada de 9 reaccions individuals

Esquema del procés.

Després de la descarboxilació oxidativa del piruvat es pot començar ja el cicle de Krebs. A diferència de la seqüència lineal de reaccions de la glicòlisi, el cicle de Krebs és una seqüència tancada de nou reaccions en la qual el producte inicial i el producte final són els mateixos, l'oxolacetat. En cada volta del cicle s'agafa un grup d'acetil-CoA i s'oxida a dos CO₂, igualment s'originen tres NADH, un FADH₂ i un GTP.
La reacció inicial del cicle és la unió de l'oxolacetat amb l'acetil-CoA formant citrat. L'enzim citrat sintasa forma un enllaç C-C entre el grup α-oxo del oxalacetat i el grup metil CH àcid de l'acetil-CoA, que forma un compost de 6C. El coenzim A necessari per a l'activació es trenca hidrolíticament.
En el pas següent del cicle, l'enzim aconitasa isomeritza el citrat a isocitrat. Aquesta reacció succeeix en dues etapes. Primer, el grup hidroxil en el 3C s'elimina per deshidratació; amb això s'obté l'intermediari cis-aconitat amb un enllaç doble C-C. Seguidament es produeix una deshidratació estereoespecífica, l'aconitasa addiciona una molècula d'H₂O al cis-aconitat i col·loca el grup hidroxil a 2C. D'aquesta manera s'obté isocitrat. La suma de les dues semireaccions és el pas d'un grup hidroxil terciari a un secundari, un aspecte essencial per les següents reaccions de descarboxilació.
Les oxidorreductases alliberen equivalents de reducció NADH i FADH₂
En la següent reacció, l'isocitrat deshidrogenasa, la primera de quatre oxidoreductases del cicle de Krebs, descarboxila l'isocitrat oxidativament a α-oxoglutarat, així s'allibera CO₂ i es forma NADH. La fórmula de la reacció és:
Isocitrat + NAD+ ---> α-oxoglutarat + CO₂ + NADH
Aquesta reacció també té dues etapes. En primer lloc, s'oxida el grup hidroxil de 2C i s'obté oxalosuccinat. En aquest procés es transfereixen 2 e- i 1H+ al NAD+ i s'allibera un protó. Posteriorment, es descarboxila l'oxalosuccinat, un àcid β-oxocarboxilic, de 3C i passa a formar-se l'àcid dicarboxílic-5C α-oxoglutarat. Hi ha dues formes diferents d'isocitrat deshidrogenasa, una utilitza el NAD+ com a acceptor de protons i l'altra el NADP+. Aquesta reacció pràcticament irreversible és la reacció clau del cicle de Krebs. És fortament exergònica i dona a la seqüència de reaccions una direccionalitat. És per això perquè el cicle de Krebs mai succeeix en sentit contrari.
A continuació es produeix una altra descarboxilació oxidativa també molt exergònica, que està catalitzada pel complex multienzimàtic α-oxoglutarat deshidrogenasa. Aquí el complex converteix l'α-oxoglutarat mitjançant una descarboxilació oxidativa a succinil-CoA. En aquest procés s'allibera un altre CO₂ i es forma NADH. El succinil-CoA originat per descarboxilació de l'α-oxoglutart és un tioèster ric en energia que té un potencial de transferència de grup que es pot utilitzar per generar una resta de fosfat ric en energia.
Després el succinil-CoA-sintetasa catalitza el trencament del succinil-CoA formant GTP a partir de GDP i Pi i també regenera el CoA-SH.
Aquesta reacció és l'única fase del cicle de Krebs en la qual es forma un anhídrid d'àcid fosfòric ric en energia. Posteriorment el GDP pot cedir un grup γ-fosfat al transportador universal d'energia ATP. El catalitzador d'aquesta reacció és l'enzim nucleosidodifosfat cinasa: GTP + ADP ---> GDP + ATP. El cicle arriba de nou a un compost 4C: el succinat.
És a partir d'aquí on es comença a regenerar l'oxalacetat seguint tres reaccions. Primer, el succinat deshidrogenasa oxida el succinat a fumarat formant FADH₂:
Succinat + FAD ---> fumarat + FADH₂
A diferència dels altres enzims del cicle de Krebs, que es troben en forma de proteïnes solubles en la matriu mitocondrial, el succinat deshidrogenasa està fixat a la membrana mitocondrial interna, on actua de nexe entre el cicle de Krebs i la fosforilació oxidativa.
La següent etapa del cicle de Krebs és la hidratació del fumarat a L-malat. L'enzim fumarasa catalitza aquesta reacció d'addició estereoespecífica:
Fumarat + H₂O ---> L-maltat
Finalment, el malat deshidrogenasa converteix el L-maltat a oxolacetat. D'aquesta manera s'oxida el grup hidroxil a α-oxoglutarat. L'acceptor d'electrons és també el NAD+:
Malat + NAD+ ---> oxalacetat + NADH + H+
Així es tanca el cicle. El cicle ha arribat de nou al seu inici. La reacció neta és:
Acetil-CoA + 3NAD+ + FAD + GDP + Pi + 2H₂O ---> 2CO₂ + CoA-SH + 3NADH + 3H+ + FADH₂ + GTP

## Balanç energètic del cicle de Krebs
Es calcula que a partir de 3 mol de NADH i 1 mol de FADH2 s'obtenen fins a 8,3 mol d'ATP. Per fer el balanç conjunt s'ha de considerar també 1 mol de GTP que es pot convertir en 1 mol d'ATP. La degradació completa d'una molècula d'acetil-CoA a CO₂ y H₂O en una volta del cicle de Krebs s'allibera formalment l'equivalent a 9.3 enllaços de fosfat rics en energia. Si s'afegeix la descarboxilació oxidativa del piruvat, que produeix un mol de NADH que es transforma a 2.3 mol d'ATP, es pot dir que un mol de piruvat allibera en total uns 11.5 mol d'ATP.
Els transportadors d'electrons NAD+ i FAD regenerats en la fosforilació oxidativa són reutilitzats immediatament; sense aquests cofactors el cicle de Krebs no podria funcionar, A diferència de la glicòlisi, que regenera el NAD+ utilitzant inicialment un estadi tardà mitjançant la conversió del piruvat a lactat i que, per tant, pot produir ATP en condicions anaeròbies, el cicle de Krebs està lligat al consum d'O₂ a través de la cadena de transport electrònic. El cicle de Krebs és, doncs, forçosament aeròbic, mentre que la glicòlisi és facultativament aeròbica.

## El cicle de Krebs serveix per rutes catabòliques i anabòliques
El cicle de Krebs és important per a l'obtenció d'enllaços fosfat rics en energia utilitzant l'acetil-CoA de la glicòlisi catabòlica. Tot i això, també té un paper considerable en les rutes del metabolisme constructives. Per exemple, l'oxolacetat i l'α-oxoglutarat són precursors importants per la biosíntesi d'aminoàcids i el succinat serveix com component essencial en la síntesi de porfirina. El cicle de Krebs és, doncs, amfibòlic, perquè serveix tant per rutes metabòliques anabòliques com catabòliques.
No obstant això, si alguns components marxen del cicle, aviat es para totalment. Si, per exemple, s'utilitza α-oxoglutarat per a la biosíntesi de l'aminoàcid glutamat, s'han d'incorporar al cicle nous components en altres punts per mantenir-lo en funcionament. En aquest cas és indiferent en quina etapa s'ompli el cicle. Per regla general l'enzim piruvat carboxilasa adopta una d'aquestes funcions anapleròtiques (del grec anaplerein, "omplir"), i fabrica oxalacetat, l'"iniciador" del cicle, a partir de piruvat i CO₂ utilitzant ATP. D'aquesta manera el producte de la glicòlisi, el piruvat, també serveix com proveïdor d'importants components biosintètics.
Piruvat + CO₂ + ATP + H₂O ---> oxalacetat + ADP+ Pi+2H+

## El cicle de Krebs està subjecte a un control rigorós
En un principi el cicle de Krebs gira de forma "autònoma", és a dir, si els components, cofactors i substrats es troben en quantitats suficients, el cicle pot funcionar. Tanmateix, el seu paper fonamental en el metabolisme fa imperatiu un rigorós control de les reaccions del cicle. Com en la glicòlisi, que els mecanismes de control es torben en les reaccions irreversibles, que obliguen al cicle a funcionar en una direcció. Els punts de control predestinats són: a més del citrat sintasa com "enzim iniciador", les dues deshidrogenases, que produeixen CO₂ per descarboxilació oxidativa. De la mateixa forma que el piruvat deshidrogenasa, aquestes requereixen NAD+ com a cosubstrat. Per aquest motiu, la proporció de NAD+/NADH mitocondrial és un regulador decisiu de cicle de Krebs. El punt de control estratègic més important es troba al punt d'unió entre la glicòlisi i el cicle de Krebs: aquí el piruvat deshidrogenasa adopta una funció de sensor i d'efector. Per exemple, el ATP és un inhibidor al·lostèric del piruvat deshidrogenasa, que disminueix l'afinitat de l'enzim pel piruvat i en frena el processament. Un subministrament reduït d'acetil-CoA fa disminuir el nombre de voltes del cicle de Krebs. Altres efectors regulen el nombre de complexos PDH actius a través del mecanisme de la fosforilació reversible. L'augment de la producció d'acetil-CoA porta a la inhibició de PDH, d'altra banda un augment en l'oferta de substrat CoA-SH estimula el complex enzimàtic.
La incorporació d'acetil-CoA mitjançant el citrat sintasa és el primer punt de control important dintre del cicle de Krebs. L'ATP actua aquí com un inhibidor al·lostèric, també inhibeix la sintasa NADH i el producte citrat (inhibició per producte). Tanmateix, la formació del citrat està limitada per norma general a l'oferta d'acetil-CoA i d'oxalacetat. Un segon punt bàsic per a la regulació del cicle de Krebs és l'isocitrat deshidrogenasa: l'ADP actua com a activador al·lostèric i l'ATP com a inhibidor al·lostèric de l'enzim, d'altra banda el producte NADH actua com a inhibidor competitiu que desplaça el cofactor NAD+ de l'enzim. El tercer estadi de control important en el cicle de Krebs és l'α-oxoglutarat deshidrogenasa, que és inhibida pel succinil-CoA i NADH. En cada pla de control es realitza, per tant, una inhibició per producte. També els tres passos de descarboxilació oxidativa acceleren la transformació completa de piruvat a CO₂ si la concentració de Ca2+ en la matriu mitocondrial augmenta per estímuls externs. En conjunt, els elements de control del cicle de Krebs responen a la càrrega energètica o a las necessitats energètiques agudes de la cèl·lula: si el quocient ATP/ADP és alt, es frena l'influx d'acetil-CoA i, en conseqüència, la velocitat de conversió del cicle. D'aquesta forma s'evita el desaprofitament de combustibles de la cèl·lula. Al mateix temps, el control actua gràcies a l'acoblament amb la respiració cel·lular. El cicle de Krebs només gira si la fosforilació oxidativa regenera NAD+ i FAD a la vegada a partir de NADH i FADH2. Aquests dos processos que alliberen energia en les mitocòndries estan, doncs, estretament units entre si.